# 21 cm K 12 (E)
Il 21 cm Kanone 12 (Eisenbahnlafette), abbreviato in 21 cm K 12 (E), era un cannone ferroviario tedesco impiegato durante la seconda guerra mondiale.

## Sviluppo
L'azienda tedesca Krupp, durante il periodo della Repubblica di Weimar, proseguì la ricerca teorica per un cannone che rimpiazzasse il Parisgeschütz, ma fu con la salita al potere del Partito Nazista che arrivarono i fondi per le sperimentazioni, mirate a risolvere alcune delle problematiche maggiori. La velocità estremamente alta sviluppata dal Parisgeschütz per raggiungere le quote stratosferiche, necessarie alla lunghissima gittata, causava un elevato consumo della canna, tale da dover utilizzare proietti di diametro progressivamente maggiore. Nonostante ciò la vita utile delle canne era limitata a soli 50 colpi. Inoltre l'esplosione di una canna fu causata probabilmente dal caricamento in ordine errato di uno di questi proiettili.
Krupp decise di usare una rigatura a sole 8 righe e di fresare delle corrispondenti scanalature sul guscio dei proiettili; si ovviava così alla necessità di munire il proietto di una massiccia corona di forzamento in rame per imprimergli la rotazione, che era una delle cause principali dell'eccessiva usura dell'anima delle canne nel cannone di Parigi. La tenuta dei gas era garantita da una fascia di rame con una guarnizione di amianto e grafite. Nel 1935 furono prodotte con tali accorgimenti diverse canne di prova, conosciute come 10,5 cm K 12 M, con relativi proietti; comparate con canne con rigatura convenzionale (chiamate 10,5 cm K 12 MKu), esse dimostrarono che l'idea di Krupp era corretta.

## Tecnica
Il K 12 (E) era montato su un affusto a trave, a sua volta montato su due sottoaffusti a trave, ognuno dei quali poggiante su due carrelli ferroviari a 5 assi (per un totale di 20 assi per complesso). La canna era installata su una culla a manicotto con sistema di rinculo idropneumatico. Altri due freni di sparo idropneumatici connettevano l'affusto ai sottoaffusti, permettendo all'intero affusto di rinculare di 98 cm.
Per il trasporto la canna veniva disconnessa dal freno di sparo della culla ed arretrata di circa 1,5 m per ridurre la lunghezza complessiva dell'impianto e riportarlo entro la sagoma limite. La notevole lunghezza della canna richiedeva dei rinforzi esterni per impedire che si piegasse sotto il suo stesso peso. Gli orecchioni furono posti in posizione più avanzata possibile per bilanciare la canna e ridurre lo sforzo sui torchi idraulici di elevazione; questo poneva la culatta pericolosamente vicina al terreno ed i due sottoaffusti vennero quindi muniti di un sistema di sollevamento idraulico che aumentava di 1 metro la distanza tra affusto e terreno. Tuttavia in questa posizione non era possibile caricare l'arma e dopo ogni colpo l'affusto doveva essere riabbassato.
Il brandeggio della culla sull'affusto era limitato a 25', sufficienti per il puntamento di precisione. Per quello grossolano il K 12 (E) poteva spostarsi su un tratto curvo di binario, oppure poteva essere caricato su una piattaforma girevole Vögele (Vögele-Drehscheibe) o infine sparare dal suo speciale binario di tiro. La piattaforma girevole Vögele era costituita da una guida circolare intorno ad un perno rotante, che sostenevano una piattaforma girevole sulla quale l'affusto ferroviario veniva caricato grazie ad una rampa; la piattaforma era dotata alle estremità di rulli che poggiavano sulla guida esterna. Il binario speciale era costituito da un binario prefabbricato a forma di T, trasportato nel convoglio ferroviario del cannone e messo in posa da uno speciale carro gru; all'incrocio tra l'asta ed il taglio della T i due carrelli ed il sottoaffusto anteriori venivano sollevati, girati di 90° e poggiati sul tratto trasversale di binario; i due carrelli si spostavano lungo questo grazie a motori elettrici, brandeggiando così la canna; una volta in punteria, il complesso veniva bloccato ai binari.
La prima arma fu completata nel 1938 e consegnata all'Esercito tedesco nel marzo 1939. L'arma ebbe successo, anche se i militari non accolsero bene la necessità di alzare ed abbassare l'affusto ad ogni colpo. Cercando di risolvere questo problema sul secondo esemplare, la Krupp scoprì che i torchi idraulici di elevazione potevano lavorare a pesi e pressioni superiori a quanto creduto. La bocca da fuoco venne così ridisegnata arretrando gli orecchioni. Il secondo esemplare così modificato venne denominato K 12 N (E), mentre il primo esemplare venne da allora indicato come K 12 V (E).

## Impiego operativo
I due K 12 vennero assegnati alla Eisenbahn-Artillerie-Batterie 701 (701ª batteria artiglieria ferroviaria), di stanza lungo la costa del canale della Manica. Nel 1940 un proiettile sparato da un K 12 venne ritrovato dalle autorità britanniche nelle paludi di Rainham (Kent), a 88,5 km di distanza dalle coste della Francia occupata. Complessivamente, durante tutta la guerra la Batterie 701 (E) sparò 83 colpi. Il valore effettivo di queste armi fu comunque dubbio: le enormi dimensioni le rendeva vulnerabili agli attacchi aerei; inoltre, non potendo brandeggiare autonomamente, richiedevano la realizzazione di infrastrutture, piattaforme e binari ad hoc.